# غرافتون (فيرمونت)
غرافتون (بالإنجليزية: Grafton, Vermont)‏ هي بلدة تقع بولاية فيرمونت في الولايات المتحدة. تبلغ مساحتها 99.5 (كم²)، وترتفع عن سطح البحر 282 م، بلغ عدد سكانها 649 نسمة في عام 2000 حسب إحصاء مكتب تعداد الولايات المتحدة وتصل الكثافة السكانية فيها 6.5 نسمة/كم2.

## أعلام
- بنجامين دبليو. دين
- جون باريت

## وصلات خارجية
- The US50 - Cities and Towns in Vermont State
- Vermont Cities and Towns, Facts, Map, Flag, Colleges, Government, and More